# На камен
На камен или Камен (на албански: Të guri) е историческо село в Албания, в община Булкиза (Булчица), административна област Дебър.

## География
Селото е било разположено в историкогеографската област Голо бърдо, между селата Големо Острени и Мало Острени, в прохода, южно от пътя.

## История
В края на XIX век селото е българоезично. След Балканската война в 1912 година На камен попада в Албания. До 2015 година е част от община Острени.